# Elezioni parlamentari in Lituania del 2004
Le elezioni parlamentari in Lituania del 2004 si tennero il 10 ottobre (primo turno) e il 28 ottobre (secondo turno) per il rinnovo del Seimas. In seguito all'esito elettorale, Algirdas Brazauskas, espressione del Partito Socialdemocratico di Lituania, fu confermato Primo ministro; nel 2006 fu sostituito da Gediminas Kirkilas.

## Risultati
| Liste                                                                 | Riepilogo nazionale | Riepilogo nazionale | Riepilogo nazionale | Seggi   | Seggi  |
| Liste                                                                 | Voti                | %                   | Seggi               | Collegi | Totale |
| --------------------------------------------------------------------- | ------------------- | ------------------- | ------------------- | ------- | ------ |
| Partito del Lavoro                                                    | 340.035             | 28,44               | 22                  | 17      | 39     |
| Partito Socialdemocratico di Lituania + Nuova Unione                  | 246.852             | 20,65               | 16                  | 15      | 31     |
| Unione della Patria - Conservatori di Lituania                        | 176.409             | 14,75               | 11                  | 14      | 25     |
| Per l'Ordine e per la Giustizia                                       | 135.807             | 11,36               | 9                   | 1       | 10     |
| Unione dei Liberali e di Centro                                       | 109.872             | 9,19                | 7                   | 11      | 18     |
| Unione dei Partiti dei Contadini e della Nuova Democrazia (LVP + NDP) | 78.902              | 6,60                | 5                   | 5       | 10     |
| Azione Elettorale dei Polacchi in Lituania                            | 45.302              | 3,79                | -                   | 2       | 2      |
| Unione Sociale dei Conservatori Cristiani (con JL)                    | 23.426              | 1,96                | -                   | -       | -      |
| Democratici Cristiani di Lituania                                     | 16.362              | 1,37                | -                   | -       | -      |
| Partito di Centro Nazionale                                           | 5.989               | 0,50                | -                   | -       | -      |
| Partito dei Repubblicani                                              | 4.326               | 0,36                | -                   | -       | -      |
| Unione dei Socialdemocratici di Lituania                              | 3.977               | 0,33                | -                   | -       | -      |
| Unione della Libertà di Lituania                                      | 3.337               | 0,28                | -                   | -       | -      |
| Partito Nazionale Via della Lituania                                  | 2.577               | 0,22                | -                   | -       | -      |
| Unione dei Nazionalisti Lituani                                       | 2.482               | 0,21                | -                   | -       | -      |
| Indipendenti                                                          | -                   | -                   | -                   | 6       | 6      |
| Totale                                                                | 1.195.655           |                     | 70                  | 71      | 141    |